# Yhoan Andzouana
Yhoan Andzouana (Brazzaville, 13 december 1996) is een Congolees voetballer die als flankaanvaller speelt.

## Clubcarrière
Andzouana werd geboren in Congo-Brazzaville als zoon van een Frans-Belgische vader en een Franse moeder. Hij groeide op in de Franse gemeente Sarcelles, waar hij zich aansloot bij de plaatselijke voetbalclub. Op zijn twaalfde schreef hij zich in bij INF Clairefontaine, het nationale voetbalinstituut van Frankrijk. Twee jaar later plukte AS Monaco hem daar weg.
Andzouana speelde twee seizoenen bij het B-elftal van AS Monaco in de CFA, het vierde niveau in het Franse voetbal. Op 26 april 2017 mocht hij één keer in het eerste elftal opdraven in de halve finale van de Coupe de France tegen Paris Saint-Germain. Op het einde van het seizoen stapte Andzouana op definitieve basis over naar Girona FC, dat hem meteen uitleende aan satellietclub CF Peralada in de Segunda División B.
Na twee seizoenen in Spanje maakte hij de overstap naar KSV Roeselare, waar hij een contract voor twee seizoenen ondertekende. Hij groeide er in zijn debuutseizoen uit tot een vaste waarde in het eerste elftal. Toen de club een jaar later administratief werd teruggezet naar Eerste nationale, stapte Andzouana over naar de Slovaakse eersteklasser DAC Dunajská Streda.

## Interlandcarrière
Andzouana maakte op 13 november 2019 zijn interlanddebuut voor Congo-Brazzaville: in de Afrika Cup-kwalificatiewedstrijd tegen Senegal begon hij in de basis en werd hij tijdens de rust gewisseld voor Yann Mokombo.